# Ophienigma spinilimbatum
Ophienigma spinilimbatum är en ormstjärneart som beskrevs av Sabine Stöhr och Segonzac 2005. 
Ophienigma spinilimbatum ingår i släktet Ophienigma och familjen knotterormstjärnor. Inga underarter finns listade i Catalogue of Life.